# Pterogramma deemingi
Pterogramma deemingi är en tvåvingeart som först beskrevs av Richards 1973.  Pterogramma deemingi ingår i släktet Pterogramma och familjen hoppflugor. Inga underarter finns listade i Catalogue of Life.